# Youssoufia Berrechid
Youssoufia Berrechid, ook wel bekend als Club Athletic Youssoufia Berrechid, is een Marokkaanse voetbalclub, gevestigd in Berrechid. De in 1927 opgerichte club komt uit in de Botola Pro en speelt zijn thuiswedstrijden in Stade Municipal de Berrechid. De traditionele uitrusting van Youssoufia Berrechid bestaat uit een groen en zwart tenue.

## Prestaties
- GNFA 1: 1x

2005